# Total Drama Island
Total Drama Island is een Amerikaanse-Canadese reality/animatieserie. Het is het eerste van de Total Drama-series. De serie is een parodie op survivalprogramma’s als Survivor.
In de Verenigde Staten was de serie te zien van 7 juni 2008 tot 26 december 2009 op Cartoon Network, en in Canada op Teletoon. Daar was de loop van 23 juli 2008 tot 27 januari 2010. In Nederland was de serie op Jetix van 7 september 2008 tot 22 februari 2009 en werd later herhaald, ook op Disney XD. Sinds 2 augustus werd de reeks herhaald op de Nederlandse Cartoon Network.
De serie is bedacht door de bedenkers van 6tien.

## Productie
Total Drama Island is ontwikkeld en geproduceerd door Fresh TV en Cartoon Network Studios. The series werd getekend door Elliott Animation. De regie was in handen van Todd Kauffman en Mark Thornton van Neptoon Studios.
De voornaamste doelgroep van de serie is kinderen in de leeftijd 8 tot 12 jaar. Bedenkers Tom McGillis en Jennifer Pertsch onderzochten daarom wat deze kinderen zoal leuk en niet leuk vonden aan echte realityseries, zodat hier rekening mee gehouden kon worden.
De serie werd geproduceerd met een budget van 8 miljoen dollar. De serie is getekend met behulp van Flash,
Alle stemacteurs en crewleden die meewerkten aan de serie, moesten een geheimverklaring tekenen dat ze niet zouden verraden wat de uitkomst van elke ronde zou zijn. Alle personages werden ontworpen door Kauffman. An early name for the series was Camp TV.
Onder andere stemacteurs uit 6teen werkten mee aan Total Drama Island.

## Ontvangst
Total Drama Island was een succes. Volgens Carole Bonneau, Vice-President van Teletoon Canada, was Total Drama Island, samen met FreshTV's 6TEEN, een van de succesvolste programma’s voor 6 tot 11-jarigen. Ook in Amerika deed de serie het goed. OP 11 december 2008 trok Total Drama Island 3,5 miljoen kijkers.
De serie werd genomineerd voor een Gemini Award voor beste animatieserie.

## Verhaal
Total Drama Island is een fictieve realityshow waarin 22 tieners het tegen elkaar opnemen in Camp Wawanakwa, gelegen op een eiland. Net als in een echte realityshow zijn de tieners verdeeld in teams, moeten ze opdrachten uitvoeren, en wordt geregeld binnen een team iemand weggestemd. Door opdrachten te winnen kunnen deelnemers immuniteit krijgen voor hun team, zodat bij hen niemand weggestemd hoeft te worden. Degene die als laatste overblijft wint 100.000 Canadese dollar.
De twee teams in de serie zijn de "Blerende Bosratten" en de "Bijtende Baarzen". Het team Blerende Bosratten heeft elf leden: Owen, Gwen, Beth, Trent, Justin, LeShawna, Heather, Cody, Noah, Lindsay en Katie. In de aflevering Not So Happy Campers - Part 2 vertrok Katie naar de Baarzen en werd zij door Izzy vervangen. Het team Bijtende Baarzen bestaat uit Duncan, DJ, Bridgette, Tyler, Eva, Courtney, Katie, Sadie, Harold, Geoff en Ezekiel.
Halverwege de serie worden de teams opgeheven en is het ieder voor zich. Tevens werd van ieder personage bepaald of ze voldeden aan de eisen om terug te mogen keren in de volgende serie, Total Drama Action.
De show wordt gepresenteerd door Chris McLean, geholpen door de kok Chef Hatchet.
Tussen een aantal personages zijn relaties ontstaan:
- Gwen en Trent
- Bridgette en Geoff
- Lindsay en Tyler
- Izzy en Owen
- Harold en LeShawna
- Duncan en Courtney

## Uitslagen
| Plaats | Naam      | Team      | Uitslag                                                                                                   |
| ------ | --------- | --------- | --- |
| 1      | Owen      | Bosratten | Winnaar*                                                                                                  |
| 2      | Gwen      | Bosratten | Tweede geworden*                                                                                          |
| 3      | Heather   | Bosratten | Weggestuurd in aflevering 25 wegens slechte prestaties in de uitdaging                                    |
| 4      | Duncan    | Baarzen   | Weggestuurd in aflevering 24 wegens slechte prestaties in de uitdaging                                    |
| 5      | LeShawna  | Bosratten | Per ongeluk weggestemd in aflevering 22                                                                   |
| 6      | Geoff     | Baarzen   | Weggestemd in aflevering 21                                                                               |
| 7      | Izzy      | Bosratten | Vertrok vrijwillig in aflevering 8. Keerde terug in aflevering 15 en werd weggestemd in aflevering 20     |
| 8      | DJ        | Baarzen   | Weggestuurd in aflevering 19 wegens slechte prestaties in de uitdaging                                    |
| 9      | Lindsay   | Bosratten | Weggestuurd in aflevering 18 wegens slechte prestaties in de uitdaging                                    |
| 10     | Bridgette | Baarzen   | Weggestemd in aflevering 17                                                                               |
| 11     | Trent     | Bosratten | Weggestemd in aflevering 16                                                                               |
| 12     | Eva       | Baarzen   | Weggestemd in aflevering 3. Keerde terug in aflevering 15, maar werd diezelfde aflevering weer weggestemd |
| 13     | Harold    | Baarzen   | Weggestemd in aflevering 13                                                                               |
| 14     | Courtney  | Baarzen   | Weggestemd in aflevering 12, maar enkel omdat Harold met de stemmen rommelde                              |
| 15     | Sadie     | Baarzen   | Weggestemd in aflevering 11                                                                               |
| 16     | Beth      | Bosratten | Weggestemd in aflevering 10                                                                               |
| 17     | Cody      | Bosratten | Weggestemd in aflevering 9                                                                                |
| 18     | Tyler     | Baarzen   | Weggestemd in aflevering 7                                                                                |
| 19     | Katie     | Baarzen   | Weggestemd in aflevering 6                                                                                |
| 20     | Justin    | Bosratten | Weggestemd in aflevering 5                                                                                |
| 21     | Noah      | Bosratten | Weggestemd in aflevering 4                                                                                |
| 22     | Ezekiel   | Baarzen   | Weggestemd in aflevering 2                                                                                |

- Winnaar kan verschillen per land, dit laat de Nederlandse winnaar zien.

## Afleveringen
Hieronder een overzicht van de Engelse titels, uitdagingen en geëlimineerde kandidaten van de afleveringen van Total Drama Island.y
Aflevering 1 - Not So Happy Campers - Part 1.
Uitdaging: Geen.
Weggestemd: Niemand.
Aflevering 2 - Not So Happy Campers - Part 2.
Uitdaging: Van een rots springen, een hot-tub bouwen.
Winnaars: Bosratten.
Weggestemd: Ezekiel.
Aflevering 3 - The Big Sleep.
Uitdaging: Zo lang mogelijk wakker blijven.
Winnaars: Bosratten.
Weggestemd: Eva.
Aflevering 4 - Dodgebrawl.
Uitdaging: 5-tegen-5 trefbalwedstrijden spelen. Het eerste team met 3 gewonnen wedstrijden won.
Winnaars: Baarzen.
Weggestemd: Noah
Aflevering 5 - Not Quite Famous.
Uitdaging: Een 3-tegen-3 talentenjacht.
Winnaars: Baarzen.
Weggestemd: Justin.
Aflevering 6 - The Sucky Outdoors.
Uitdaging: Een nacht doorbrengen in het bos en daarna als eerste bij het kamp terugzijn.
Winnaars: Bosratten.
Weggestemd: Katie.
Aflevering 7 - Phobia Factor.
Uitdaging: Iedereen moet zijn angst onder ogen zien.
Winnaars: Bosratten.
Weggestemd: Tyler.
Aflevering 8 - Up The Creek.
Uitdaging: Roei naar het nabijgelegen "Boney Island", maak een kampvuur en roei weer terug.
Winnaars: Baarzen.
Vertrokken: Izzy, vluchtte voor de politie nadat ze een explosie op Boney Island veroorzaakte.
Aflevering 9 - Paintball Deer Hunter.
Uitdaging: De jagers moesten herten van het andere team raken met paintballgeweren , de herten moesten de jagers van het andere team vermijden.
Winnaars: Baarzen
Weggestemd: Cody..
Aflevering 10 - If You Can't Take The Heat...
Uitdaging: Kook een 3-gangenmenu voor Chris. Het beste menu wint.
Winnaars: Baarzen.
Weggestemd: Beth.
Aflevering 11 - Who Can You Trust?
Uitdaging: Speel uitdagingen, gebaseerd op vertrouwen.
Winnaars: Bosratten.
Weggestemd: Sadie.
Aflevering 12 - Basic Straining.
Uitdaging: Houd de uithoudingsproeven van Chef Hatchet het langst uit.
Winnaars: Bosratten.
Weggestemd: Courtney, maar alleen omdat Harold met de stemmen rommelde.
Aflevering 13 - X-Treme Torture.
Uitdaging: Win 2 van de 3 extreme sporten.
Winnaars: Bosratten.
Weggestemd: Harold.
Aflevering 14 - Brunch Of Disgustingness.
Uitdaging: Een Jongens-tegen-Meisjes eetwedstrijd.
Winnaars: Jongens.
Prijs: Een weekend in een luxe hotel.
Aflevering 15 - No Pain, No Game.
Uitdaging: Overwin de pijnlijke opdrachten die het wiel der ongeluk je geeft. De taaiste kandidaat wint.
Winnaar: LeShawna
Prijs: Een caravan (deze wordt in aflevering 16 opgeblazen door Chris), immuniteit.
Teruggekeerd: Eva en Izzy.
Weggestemd: Eva.
Aflevering 16 - Search And Do Not Destroy.
Uitdaging: Vind je sleutel, open je kist en ontdek wat je prijs is.
Winnaar: In feite won iedereen iets (behalve Owen), maar Heather had de grootste prijs, namelijk de immuniteit.
Weggestemd: Trent.
Aflevering 17 - Hide And Be Seaky.
Uitdaging: Verstop je voor Chef. Je wint immuniteit als je hem helpt zoeken, of bij de pier der schaamte komt zonder gevonden te worden.
Winnaar: LeShawna en Heather.
Prijs: Immuniteit.
Weggestemd: Bridgette.
Aflevering 18 - That's Off The Chain!
Uitdaging: 2 Fietsrace's rijden op je zelfgemaakte fiets. Je rijdt een kwalificatieronde en een finale.
Winnaar: Heather.
Prijs: Immuniteit.
Geëlimineerd: Lindsay, omdat ze als laatste de finish bereikte in de finale.
Aflevering 19 - Hook Line And Screamer.
Uitdaging: Verstop je voor de ontsnapte seriemoordenaar (In feite is dit Chef met een hockeymasker op).
Winnaars: Gwen (stond oog in oog met een ECHTE seriemoordenaar, maar bleef kalm) en Duncan.
Prijs: Immuniteit.
Geëlimineerd: DJ, omdat hij vluchtte zonder Chef te zien.
Aflevering 20 - Wawanakwa Go Wild!
Uitdaging: Vang een dier.
Winnaar: Gwen.
Prijs: Een 5-sterren diner.
Weggestemd: Izzy
Aflevering 21 - Trial By 3-Armed Triathlon.
Uitdaging: 3 Duo's doen een Triathlon. bij elk onderdeel mag 1 arm gebruikt worden.
Winnaars: Niemand.
Weggestemd: Geoff.
Aflevering 22 - Haute Campture / After The Dock Of Shame.
In deze aflevering namen we een kijkje bij de afvallers in Playa del Losers.
Weggestemd: LeShawna (per ongeluk weggestemd door de afvallers)
Aflevering 23 - Camp Castaways.
Uitdaging: Eigenlijk geen, maar door de hevige regen waren de slaapzalen weggespoeld en moesten de overgebleven kandidaten zien te overleven.
Winnaar: niemand.
Weggestemd: Mr. Coconut ( kokosnoot, deed vanaf het begin van de aflevering mee op verzoek van Owen).
Aflevering 25 - I Triple Dog Dare You!
Uitdaging: Voer de uitdagingen van de afgevallen kandidaten af.
Winnaars: Owen en Gwen.
Prijs: Een plek in de finale.
Geëlimineerd: Heather, omdat ze Lindsay's Uitdaging (Laat je kaalscheren door Chef Hatchet) niet correct uitvoerde.
Aflevering 26 - Total Drama Recab.
Dit was een terugblikaflevering.
Aflevering 27 - The Very Last Episode, Really!
Uitdaging: Olympische Race.
Winnaar: Owen
Prijs: $100.000
Geëlimineerd: Gwen, verloor de finale van Owen
Aflevering 28 - Total Drama Drama Drama Drama Island.
Uitdaging: vind de koffer met $1.000.000 erin.
Winnaars: Bridgette, Geoff, Trent, Gwen, Izzy, Heather, LeShawna, Justin, DJ, Lindsay, Harold, Owen, Beth, Duncan.
Prijs: een plek in Total Drama Action

## Nederlandse cast
- Chris McClean - Barry Atsma
- Heather - Isa Hoes
- Owen - Stephan Evenblij
- Leshawna - Joanne Telesford
- Gwen - Meghna Kumar
- Trent - John Vooijs
- Justin - Levi van Kempen
- Noah - Florus van Rooijen
- Duncan - Jim Bakkum
- Bridgette - Angela Schijf
- Izzy - Donna Vrijhof
- Eva - Kiki Koster
- DJ - André Accord
- Geoff - Antonie Kamerling
- Courtney - Ingeborg Wieten
- Overige stemmen: Fatima Moreira de Melo, Seb van den Berg, Brigitte Nijman